# Tượng đài Josepha von Eichendorffa ở Wrocław
Tượng đài Josepha von Eichendorffa ở Wrocław nằm trong Vườn Bách thảo thành phố Wrocław, tỉnh Dolnośląskie, Ba Lan.

## Lịch sử

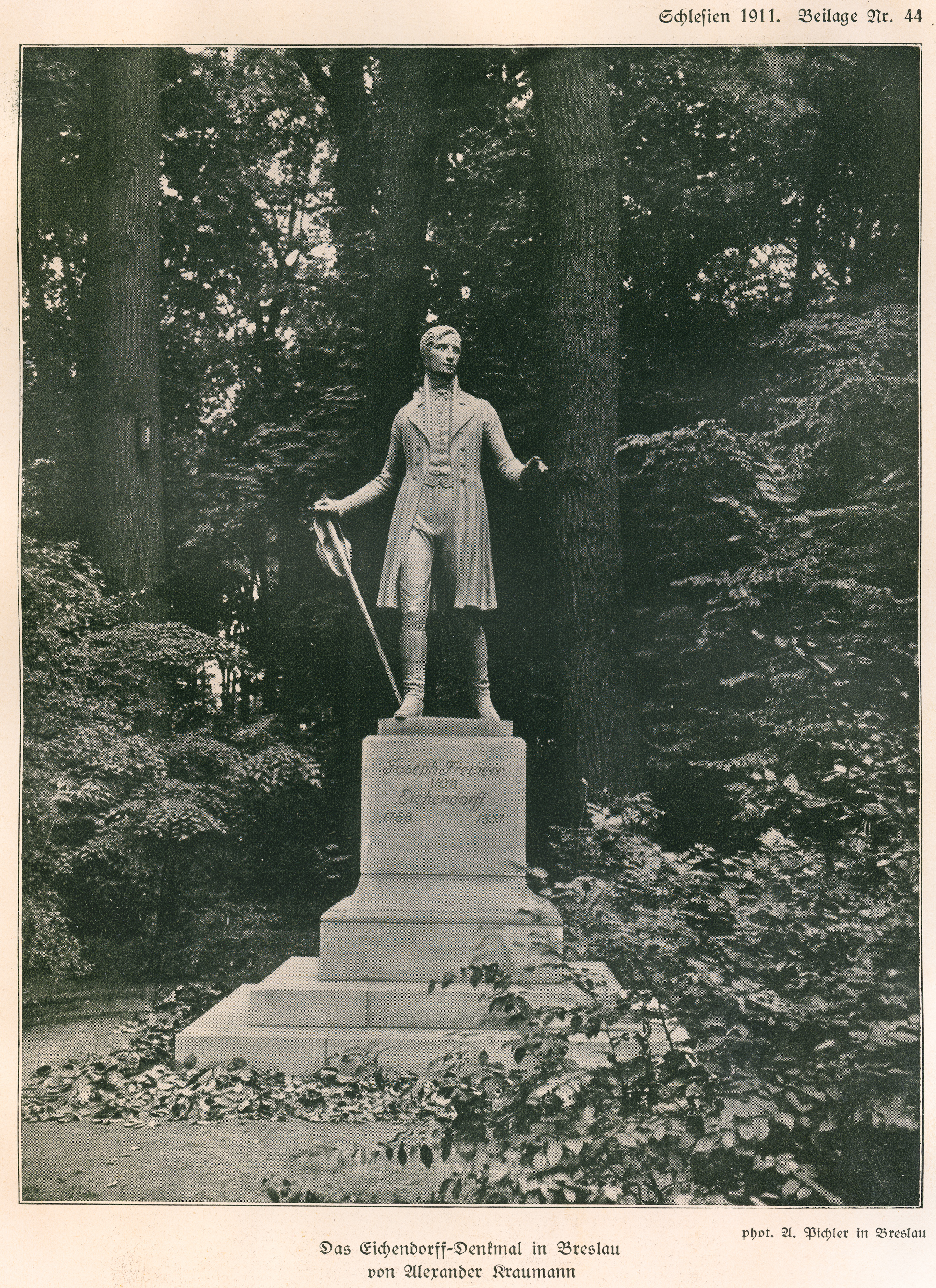
Tượng đài Josepha von Eichendorffa trong Công viên Szczytnicki vào năm 1911

Trước khi xây dựng, ban tổ chức đã tổ chức cuộc thi và người chiến thắng về thiết kế bức tượng là nhà điêu khắc Alexander Kraumann. Trong quá trình thực hiện dự án đã có chút thay đổi. Ban đầu, Joseph von Eichendorff được cho là có áo khoác trên cánh tay trái, nhưng yếu tố này cuối cùng đã bị bỏ đi. Bệ của tượng đài được làm bằng đá vôi vỏ xám từ Grünsfeld. Ở mặt trước của nó có một dòng chữ Joseph Freiherr von Eichendorff 1788-1857 (Nam tước Joseph von Eichendorff 1788-1857) và dưới Errichtet 1911 (Được xây dựng năm 1911).
Có hai bức phù điêu ở hai bên, bức thứ nhất là một người phụ nữ với một cây đàn dưới bóng cây linden được tôn sùng bởi một người sùng đạo. Đây là một cảnh trong bài hát "Z życia nicponia" của Eichendorff. Bức phù điêu thứ hai mô tả một lời từ biệt với vị hôn thê của cô sau khi chiến tranh bùng nổ.
Trên bệ là một bức tượng bằng đồng của một nhà thơ trong trang phục cao bồi. Khuôn mặt của nhà thơ được mô phỏng theo hình khắc của Franz Kugler. Tượng đài đã được khánh thành tại Công viên Szczytnicki vào ngày 27 tháng 6 năm 1911. Bức tượng đã bị phá hủy sau năm 1945. Hiện tại, chỉ có bệ bị hư hại của di tích này còn tồn tại.
Vào ngày 11 tháng 5 năm 2012, một bản sao của di tích này đã được công bố trong Vườn thực vật ở Wrocław. Tượng đài được tái tạo nhờ những nỗ lực của Hiệp hội Đức-Ba Lan thuộc Đại học Wrocław. Lễ khánh thành được thực hiện bởi Giáo sư Norbert Heisig và Stanisław Wysocki. Bản sao được tạo ra bởi các nhà điêu khắc từ Wrocław Stanisław Wysocki (hình đồng) và Tomasz Rodziński (chạm khắc trên bệ).